# Смирнов, Евгений Николаевич
Евгений Николаевич Смирнов — советский физик, лауреат Ленинской премии.
Родился 19.09.1928 в пос. Смирново Большеселковского сельсовета Тоншаевского района Нижегородской области.
Окончил семилетнюю школу в пос. Вахтан (1943), среднюю школу (1946) и факультет электронной техники ЛЭТИ (1952).
Работал в КБ-11 (ВНИИЭФ): инженер, с 1953 г. старший инженер, с 1955 г. научный сотрудник. Участвовал в работах по получению сверхсильных магнитных полей с помощью генераторов МК-1 и МК-2.С 1964 г. заведующий только что созданной проблемной лабораторией плазменных исследований.
Лауреат Ленинской премии 1972 года в составе коллектива: Смирнов Е. Н., Людаев Р. З., Плющев Ю. И., Терлецкий Я. П., Жаринов Е. И. — за работы в области магнитной кумуляции.
Сочинения:
- Сахаров А. Д. , Людаев Р. З. , Смирнов Е. Н. , Плющев Ю. И. , Павловский А. И. и др .// Докл . АН СССР . 1965. Т. 196. No 1. С. 65— 68 .
- Сахаров А. Д., Людаев Р. З., Смирнов Е. Н., Плющев Ю. И., Павловский А. И., Чернышев В. К., Феоктистова Е. А., Жаринов Е. И., Зысин Ю. А. Магнитная кумуляция// Сахаров А. Д. Научные труды. — М. : ЦентрКом, 1995. — С. 65—68.
- Павловский А. И., Смирнов Е. Н., Латыш В. Я. и др. Мощные конденсаторные батареи с энергией 1,35 и 2,7 МДж // ПТЭ. 1974, № 1. С. 122 – 126.